# Joseba Etxeberria
Joseba Andoni Etxeberria Lizardi (Erigobar, 5 de setembro de 1977) é um treinador de futebol e ex-futebolista espanhol. Atualmente treina o Eibar.

## Carreira

### Athletic Bilbao
Começou a carreira na Real Sociedad B em 1993 com apenas 16 anos, mas após sete jogos na equipe principal em 1995, mudou-se para o Athletic Bilbao (onde fez 514 partidas pela equipe e 104 gols que fez dele o terceiro jogador que mais atuou na história do Athletic Bilbao), em polêmica transferência que envolveu o que na época equivaleria a 3 milhões de euros, àquele tempo a contratação mais cara de todo o futebol espanhol. É conhecido como "O Galo" por sua personalidade forte em campo. 
Em outubro de 2008 ele anunciou que se aposentaria no fim da temporada 2009/2010 do futebol espanhol. Em um gesto de gratidão e dedicação ao clube pelos últimos 14 anos em que esteve presente, ele renovou recentemente seu contrato sem cobrar nada em troca para encerrar um ciclo de 15 anos defendendo a equipe alvirrubra.

## Seleção Espanhola
Pela Seleção Espanhola, estreou em 1997, estando presente na Copa do Mundo de 1998 e nas duas Euros seguintes.